# Visočki Odorovci
Visočki Odorovci (cyr. Височки Одоровци) – wieś w Serbii, w okręgu pirockim, w gminie Dimitrovgrad. W 2011 roku liczyła 68 mieszkańców.